# Caranceja
Caranceja est l'un des douze hameaux qui composent la municipalité de Reocín, dans la communauté autonome de Cantabrie en Espagne.
Il est situé près de Barcenaciones, sur la rive droite de la rivière Saja et se trouve à 8 kilomètres de Puente San Miguel, capitale de la commune. Il se trouve à 83 mètres d'altitude. En 2008, il comptait 260 habitants.

## Histoire
Le hameau ne fait pas partie de la première municipalité constitutionnelle de Reocín, mais y adhère en 1835, avec La Veguilla, Cerrazo (es) et Golbardo (es).

## Festivités
A Caranceja sont célébrées les festivités de Las Cofradías (le premier week-end d'août). Il s'agit d'un pèlerinage durant lequel commencent à 16 heures des jeux d'enfants puis, le soir, une fête dite de San Roque (16 août), célébrée dans la braña de San Roque, dans la zone supérieure de Caranceja, dans un environnement entouré de chênes centenaires, de châtaigniers, de bouleaux, de houx et d'autres arbres indigènes.
Le hameau est aussi connu pour les découvertes archéologiques de l'époque paléolithique qui y ont été faites, notamment dans la zone de La Peñona de Caranceja ou Peña Caranceja (Solutréen et Magdalénien). Des brûloirs datant de l'époque médiévale ont également été trouvés.

## Patrimoine
- Palais des Pérez Bustamante, datant du début du XVIIe siècle[3]. Il est dû à l'architecte et tailleur de pierre Diego de Sisniega qui, après avoir travaillé dans le monastère de l'Escurial de 1575 à 1585, revint en Cantabrie pour prendre en charge plusieurs travaux. Ce palais, depuis transformé en hôtel de luxe, est situé dans une ferme aux arbres luxuriants arrosée par un affluent de la rivière Saja[4].
- Palais Sobrecasa, lieu de naissance du colonel Don Pedro Andrés Garcia Sobrecasa, datant du début du XVIIIe siècle.
- Église paroissiale de San Andrés (XVIIIe siècle).